# پیتر فالک
پیتر مایکل فالک (به انگلیسی: Peter Falk) (زادهٔ ۱۹۲۷ – درگذشتهٔ ۲۰۱۱) بازیگر تئاتر، تلویزیون و سینما اهل آمریکا با اصالت مجاری بود.
شهرت او بیشتر به خاطر ایفای نقش «ستوان کلمبو» در مجموعه تلویزیونی کلمبو است.
او همچنین در فیلم‌های عشق و شکست‌ناپذیر بازی کرده‌است.

## فیلم‌شناسی
- ژان مقدس (نمایش‌نامه) (۱٩۵۶)
- مرد یخین می‌آید (۵۷-۱٩۵۶)
- پریتی بوی فلوید (۱٩۶۰)
- شرکت آدم‌کشی (۱٩۶۰)
- دارای اسلحه - آماده سفر (۱٩۶۰)
- تسخیرناپذیران (۱٩۶۰)
- یه عالمه معجزه (۱٩۶۱)
- منطقه نیمه‌روشن (۱٩۶۱)
- آلفرد هیچکاک تقدیم می‌کند (۱٩۶۱)
- بالکن (۱٩۶٣)
- دنیای دیوانه، دیوانه، دیوانه، دیوانه (۱۹۶۳)
- دکتر کیلدر (۱۹۶۳)
- بن کیسی (۱۹۶۴)
- مسابقه بزرگ (۱۹۶۵)
- پنه‌لوپه (۱۹۶۶)
- عشق (۱٩۶٧)
- آنتسیو (۱٩۶٨)
- یک مشت باران (۱٩۶٨)
- ستوان کلمبو (سریال تلویزیونی_ ۱۹۶۸ تا ۲۰۰۳)
- شوهران (۱۹۷۰)
- زنی تحت تاثیر (۱٩٧۴)
- قتل با مرگ (۱۹۷۶)
- شب افتتاح (۱۹۷۷)
- بی‌درنگ ترسیده (۱٩٧٨)
- زیر آسمان برلین (۱۹۸۷)
- سال نو مبارک (۱٩۸۷)
- عروس شاهزاده (۱۹۸۷)
- کلوچه (۱٩٨٩)
- آهنگ در فردا (۱۹۹۰)
- در روح (۱۹۹۰)
- بازیگر (۱۹۹۲)
- خیلی دور، خیلی نزدیک (۱۹۹۳)
- هم‌اتاقی‌ها (۱۹۹۵)
- سان‌شاین بویز (۱۹۹۶)
- قایق دریاچه (۲۰۰۰)
- ساخته‌شده (۲۰۰۱)
- شکست ناپذیر (٢۰۰٢)
- داستان کوسه (٢۰۰۴)
- آینده (۲۰۰۷)
- گاوچران آمریکایی (۲۰۰۹)